# Dimecoenia lopesi
Dimecoenia lopesi är en tvåvingeart som beskrevs av Oliveira 1954. Dimecoenia lopesi ingår i släktet Dimecoenia och familjen vattenflugor. Inga underarter finns listade i Catalogue of Life.